# Volvo Cars
Volvo Personvagnar AB, на мировом рынке известна как Volvo Car Corporation или Volvo Cars — шведская автомобилестроительная компания, производитель легковых автомобилей марки Volvo. Ранее Volvo Personvagnar входила в концерн Volvo. С 1999 года компания принадлежала концерну Ford. C 2010 года компания принадлежит холдингу Geely.
Слово «Volvo» происходит из латинского языка и изначально являлось лозунгом материнской компании — знаменитой SKF. Дословно название можно перевести как «Кручусь» или «Вращаюсь» (лат. Volv — кручение), но со временем устоялся вариант «Качусь».
Штаб-квартира — в городе Гётеборг, Швеция. В 2015 году во всём мире было продано 503 127 новых автомобилей Volvo (рост на 8,0 % по сравнению с 2014 годом). Volvo Cars впервые в своей истории перешагнула рубеж в 0,5 млн проданных автомобилей. Крупнейшие рынки — Китай (более 81 тыс. проданных автомобилей), Швеция (более 71 тыс.), США (более 70 тыс.), Великобритания, Германия. Самая продаваемая модель в 2015 году — Volvo XC60 (159 617 проданных автомобилей).

## История

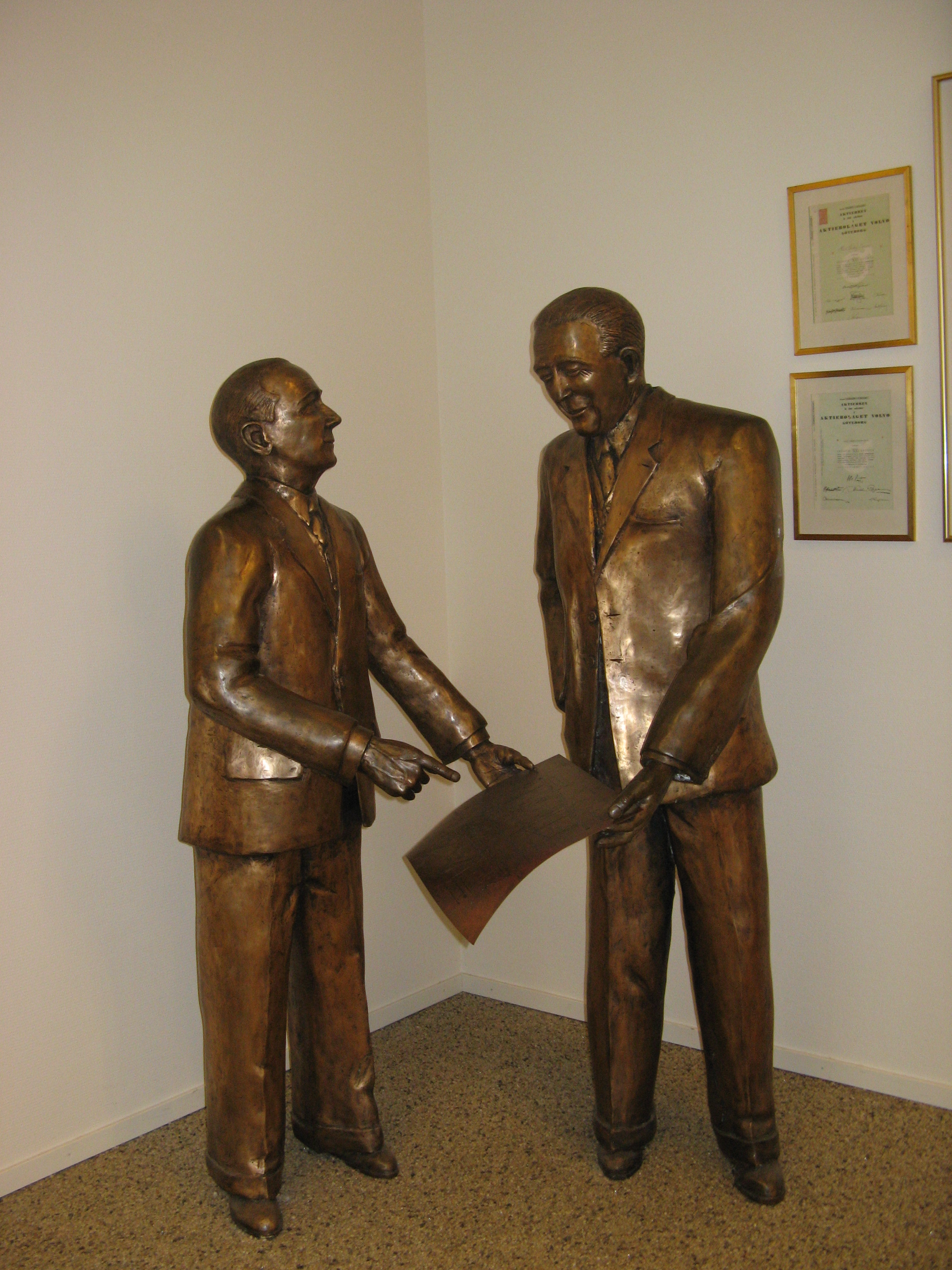
Памятник Густафу Ларсону и Ассару Габриельссону в музее Volvo в Гётеборге

### 1927—99
Компания основана в 1927 году в Гётеборге как дочерняя, полностью принадлежащая известному производителю подшипников SKF. Ассар Габриельссон (швед. Assar Gabrielsson) стал генеральным директором, а Густаф Ларсон (швед. Gustaf Larson) — техническим. 
Автомобилями управляют люди, поэтому главным принципом, которым мы руководствуемся в Volvo, является и останется таковым безопасность.Оригинальный текст (англ.)Cars are driven by people – the guiding principle behind everything we make at Volvo, therefore, is and must remain safety.Ассар Габриельссон и Густаф Ларсон, 1927
Торговая марка Volvo была впервые зарегистрирована компанией SKF 11 мая 1915 года для обозначения специальной серии шариковых подшипников для американского рынка (хотя в заявке на регистрацию торговой марки были также указаны и автомобили), однако на самом деле для этих целей никогда не использовалась. Торговая марка SKF в сегодняшнем её виде использовалась для всей продукции компании. Были произведены предсерийные партии подшипников, маркированные как Volvo, но в продажу они так и не поступили. Торговая марка не использовалась вплоть до 1927 года, когда она предстала уже в качестве названия компании и торговой марки автомобилей.

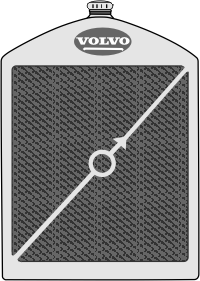
Первый логотип Volvo, зарегистрированный в 1927 году

14 апреля 1927 году первый серийный автомобиль Volvo ÖV4 (с двигателем мощностью 28 л. с., максимальная скорость — 90 км/ч), также известный как Jacob, выезжает за ворота завода. Производились и кабриолеты, и (с 1928 года) варианты с крытым верхом. Они были разработаны с учётом шведского климата и местности. Первым логотипом Volvo в 1927 году стал вид спереди радиатора ÖV4. В 1935 году Volvo обретает полную независимость от SKF.
Представленный в 1944 пассажирский Volvo PV444 поступил в продажу только в 1947. На тот момент он являлся самым маленьким из всех производимых компанией автомобилей и был призван занять львиную долю продаж компании, а также способствовать её продвижению на американский рынок. Первые Volvo прибыли в США в 1955 году, после чего оптовый торговец Лео Хирш (англ. Leo Hirsh) начал их поставку в Калифорнию, а затем и в Техас. В 1956 году Volvo начала уже самостоятельно поставлять машины в США. С тех пор Северная Америка становится для компании основным зарубежным рынком.
В том же году на должность президента концерна становится доктор машиностроения и доктор экономических наук Гуннар Энгеллау (швед. Gunnar Engellau). Ко времени его работы в Volvo относится расцвет компании: помимо старта экспорта шведских автомобилей в США (в 1957 году в Соединённых Штатах было продано 5000 машин марки Volvo), нарастал общий объём производства автомобилей (31 000 экземпляров в 1956 году, 205 000 единиц в 1971). Также в эти годы на Volvo трудился Нильс Ивар Болин, автор трёхточечных ремней безопасности. Модели Volvo PV444 и P120 Amazon стали первыми в мире, оснащёнными этими элементами.
В 1960 году была выпущена модель P1800 — двухместное спортивное купе. В 1966 году началось производство Volvo 144, оснащённой двухконтурной рабочей тормозной системой и деформируемыми зонами кузова. В 1976 году конструкторы Volvo представили кислородный датчик (Lambda Sond) и каталитический нейтрализатор отработавших газов.
Расширялась и сеть заводов. В 1964 году открывается производство в городском округе Торсланда, которое на данный момент является одним из наиболее крупных среди находящихся в распоряжении компании. В основном там производятся машины старших классов и SUV. Затем в 1965 году начинает работать завод в Генте (Бельгия), который стал вторым по величине производством компании. В Уддевалле фабрика открылась в 1989 году и в период с 2005 по 2013 год использовалась совместно с локальным филиалом Pininfarina.
Наиболее значимые автомобили компании можно увидеть в музее, расположенном в Арендале на острове Хисинген. Там он находится с 30 мая 1995 года, но существовал музей и ранее. На протяжении нескольких лет с середины 70-х он находился в аэропорту городского округа Торсланда, в так называемом «Голубом ангаре» (тогда экспозиция состояла из 5—6 машин, среди которых на ходу было две; ещё несколько других находились на различных предприятиях компании). Спустя всего несколько лет помещение было уничтожено во время пожара, но большинство автомобилей осталось невредимым. Коллекцию сохранили, впоследствии дополнили, и сегодня она составляет музей компании.
В 1975 году компания приобретает легковое подразделение DAF (в настоящее время известное как NedCar) и начинает продажу их малолитражных автомобилей под собственным брендом вплоть до появления производимого в Нидерландах Volvo 340, который стал одним из наиболее продаваемых автомобилей в Великобритании в 1980-х. 1986 год стал рекордным для Volvo на американском рынке — было продано 113 267 машин. Появление в последующие годы японских премиальных брендов, таких как Acura и Lexus, привело к потере компанией значительной части рынка, которую она так и не вернула.
В 1999 году концерн Volvo решает продать легковое подразделение, чтобы сконцентрироваться на коммерческом транспорте. В Ford сочли выгодной покупку прибыльного престижного европейского автопроизводителя, хорошо зарекомендовавшего себя в первую очередь благодаря упору на безопасность. Сделка стоимостью 6,45 млрд долларов США была анонсирована 28 января 1999 и завершена в течение года. Volvo Personvagnar становится подразделением концерна Ford и входит в состав Premier Automotive Group. В результате дивестиции торговая марка Volvo используется двумя различными компаниями:
- Volvo Group — производитель коммерческого транспорта, двигателей и др., находится во владении шведских инвесторов
- Volvo Personvagnar (Volvo Car Corporation или Volvo Cars) — производитель легковых автомобилей в составе Zhejiang Geely Holding Group (ранее в составе Ford Motor Company)

В 2013 году у Volvo появился полноценный завод вне Европы. Он был открыт в городе Чэнду, где изначально производили модели Volvo S60L и XC60.

### В составе Ford
Volvo Car Corporation, наряду с Jaguar, Aston Martin и Land Rover, была частью подразделения Premier Automotive Group (PAG). В этот период модельный ряд компании значительно расширился.
В 2008 году компания Ford продала Jaguar Land Rover индийской Tata Motors, но Volvo Cars было решено оставить, несмотря на возрастающие убытки и экономический кризис. Планы по развитию компании были пересмотрены. В том же году представлен новый кроссовер — Volvo XC60.
Когда глобальный экономический кризис затронул американских автопроизводителей, шведские власти обеспокоились судьбой компании в случае банкротства Ford. Ситуация усугубилась после массового сокращения штата Volvo. О намерении продать компанию сообщили в декабре 2008 года. Первоначальная цена составляла 6 млрд долларов США, также было объявлено о возможном отделении Volvo как самостоятельной компании. К шведскому правительству обратились с просьбой о рассмотрении возможности государственного владения компанией или финансовой помощи Volvo и SAAB (находился в составе GM). Компания Volvo AB, предыдущий владелец, согласилась выступить партнёром и сократить расходы легкового подразделения, предложив также совместное владение компанией. По слухам, претендентами на покупку Volvo Cars также были: немецкая BMW AG, шведская Investor AB, а также ряд китайских и русских инвесторов.
Хотя по слухам компанию должен был приобрести Volkswagen, и несмотря на первоначальные опровержения, в итоге сделка была заключена с китайской Geely Holding Group. По некоторым сведениям, Geely Group Holdings Co. предложила для приобретения Volvo 1,5 млрд долларов США и инвестиции Goldman Sachs в холдинговую компанию в размере 2,59 млрд гонконгских долларов.

### В составе Geely

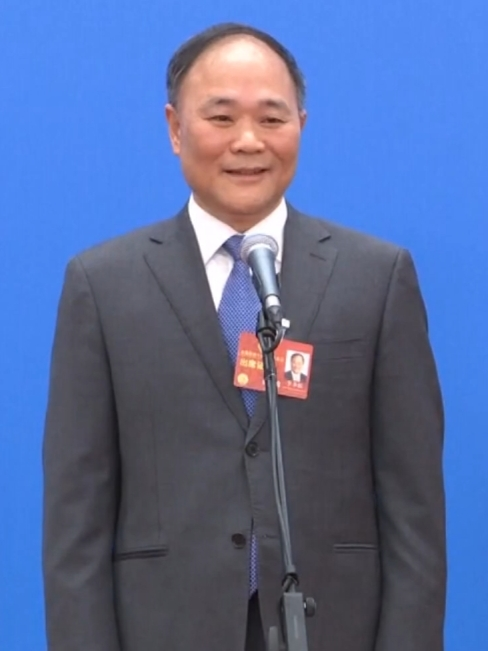
Ли Шуфу.

29 марта 2010 года китайская компания Geely объявила о достижении договорённости о приобретении Volvo Cars у Ford Motor за 1,8 млрд долларов. Сделка была закрыта в начале августа 2010 года. Как ожидается, все интеллектуальные права на разработки шведской компании останутся у Volvo, а Geely получит к ним полный доступ.

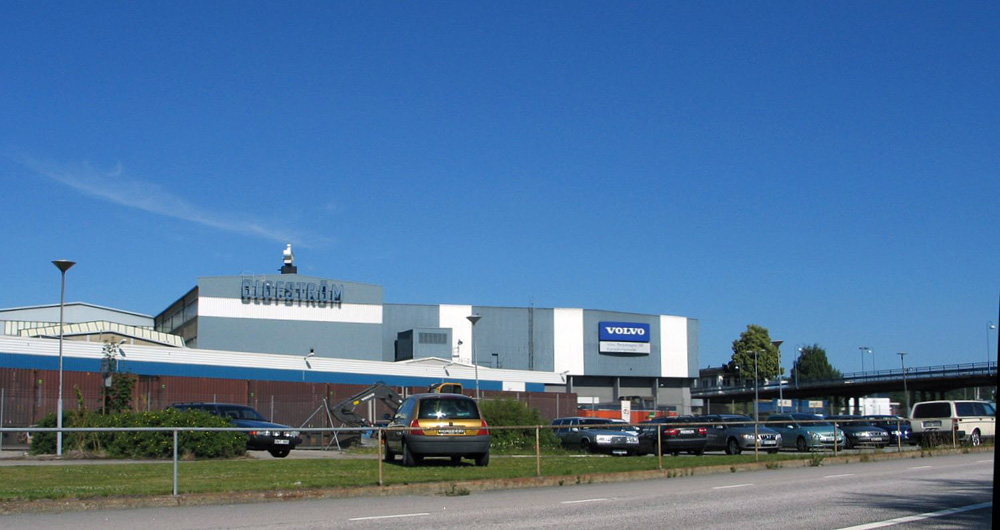
Завод в Улуфстрёме.

В настоящее время основные производственные предприятия находятся в Гётеборге (Швеция), Генте (Бельгия), Чэнду (Китай), двигатели производятся в Шёвде (Швеция) и Чжанцзякоу (Китай), кузовные комплектующие производятся на заводе в Улуфстрёме (Швеция). В 2018 году был открыт первый завод в США в городе Чарльстон, Южная Каролина, сделав Volvo Cars действительно мировым производителем с заводами в Европе, Азии и Северной Америке.
В октябре 2021 года компания провела IPO на Стокгольмской фондовой бирже на 20 млрд шведских крон ($2,3 млрд), разместив акции по цене 53 кроны за штуку ($6,16). Таким образом, Volvo Cars была оценена в 158 млрд крон ($18,17 млрд).

### Торговая марка
Торговая марка и логотип Volvo принадлежат концерну Zhejiang Geely Holding Group.

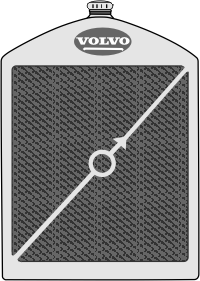
Логотип 1927—1935 годов
Логотип с 1956 года по 2014 год
Логотип 2014-2021 годов
Логотип с 2022 года

## Собственники и руководство
Volvo Personvagnar находится под контролем китайской автомобилестроительной компании Zhejiang Geely Automobile. Председатель совета директоров — Ли Шуфу. Президент и генеральный директор — Джим Роуэн (англ. Jim Rowan).

### Модельный ряд
- Volvo S60
- Volvo S60 Cross Country
- Volvo S90
- Volvo V40
- Volvo V40 Cross Country
- Volvo V60
- Volvo V60 Cross Country
- Volvo V60 Plug-in Hybrid
- Volvo V60 Polestar
- Volvo V90
- Volvo XC40
- Volvo XC60
- Volvo XC90
- Volvo C40

### Концепт-кары
| - Volvo Venus Bilo (1933) - Volvo Elisabeth I (1952) - Volvo Philip (1952) - Volvo Margarete Rose (1953) - Volvo P1800 (1961) - Volvo GTZ 2000 (1969) - Volvo GTZ 3000 (1970) - Volvo 1800 ESC Viking (1971) - Volvo VESC — Volvo Experimental Concept Car (1972) - Volvo EC — Electric Car (1977) - Volvo NY Taxi (1977) - Volvo Tundra (1979) - Volvo VCC — Volvo Concept Car (1980) - Volvo LCP2000 — Light Component Project (1983) - Volvo ECC — Environment Concept Car (1992) - Volvo ACC — Adventure Concept Car (1997) | - Volvo EyeCar (2000) - Volvo SCC — Safety Concept Car (2001) - Volvo PCC — Performance Concept Car (2001) - Volvo PCC2 (2002) - Volvo ACC2 (2002) - Volvo VCC — Versatility Concept Car (2003) - Volvo 3CC (2004) - Volvo YCC — Your Concept Car (2004) - Volvo T6 — (2005) - Volvo C30 — Design Concept (2006) - Volvo XC60 Concept (2006) - Volvo ReCharge Concept (2007) - Volvo S60 Concept (2008) - Volvo C30 DRIVe Electric (2010) - Volvo Universe (2011) - Volvo Concept You (2011) - Volvo S60 Polestar Concept (2012) - Volvo XC60 Plug-in Hybrid Concept (2012) - Volvo Concept Coupe (2013) |

### Volvo Cars в России
Официальные продажи легковых автомобилей Volvo в СССР стартовали в 1989 году (хотя седельные тягачи для нужд «Совтрансавто» закупались начиная с 1973 года). Подразделение Volvo Car Russia (OOO «Вольво Карс») кроме маркетинга, продаж и обслуживания автомобилей через сеть дилеров (около 50 дилеров на начало 2016 года) также активно участвует в культурных и спортивных мероприятиях, таких как любительская «Русская парусная неделя Volvo» (проходит с 2007 года), «Недели моды Volvo», гастрономический фестиваль Volvo Nordic Cuisine и др.
Статистика продаж компании:

| - 1994 — ок. 3000 - 1995 — ок. 2300 - 1996—1940 ▼ - 1997—2498 ▲ - 1998—1296 ▼ - 1999—826 ▼ - 2000—917 ▲ - 2001—2402 ▲ - 2002—2929 ▲ - 2003 — 5028 ▲ - 2004 — 5048 ▲ - 2005 — 5712 ▲ - 2006 — 10 801 ▲ | - 2007 — 21 077 ▲ - 2008 — 21 041 ▼ - 2009 — 6894 ▼ - 2010 — 10 650 ▲ - 2011 — 19 209 ▲ - 2012 — 20 364 ▲ - 2013 — 15 017 ▼ - 2014 — 15 421 ▲ - 2015 — 7831 ▼ - 2016 — 5585 ▼ - 2017 — 7010 ▲ - 2018 — 7772 ▲ |

### Перспективы развития
Летом 2017 года Volvo Cars объявила, что с 2019 года прекращает выпуск автомобилей с двигателями внутреннего сгорания, все машины будут выпускаться только с электрическим двигателем. Производиться будет два типа автомобилей: полностью электрические и гибриды, в которых небольшой электродвигатель с мощной аккумуляторной батареей будет сочетаться с бензиновым, используемым, в частности, чтобы привести машину в движение. А с 2020 года шведский автопроизводитель планирует ограничить максимальную скорость выпускаемых автомобилей до 180 км/ч.
2 марта 2021 года, был представлен первый купе-кроссовер марки — Volvo C40, который полностью повторяет дизайн кроссовера Volvo XC40.
В сентябре 2021 года компания заявила, что откажется от использования натуральной кожи для отделки салонов своих электромобилей.

## Награды
Лауреат Национальной премии «Музыкальное сердце театра» за партнёрство в развитии жанра (2007).

## Фотографии

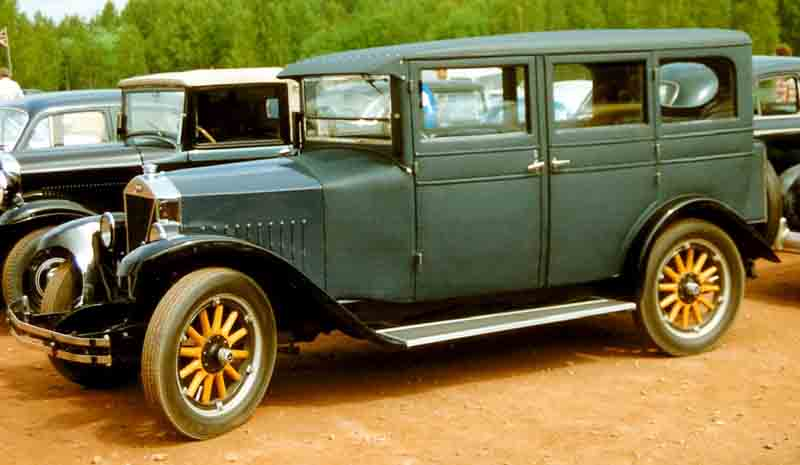
Volvo PV4 - 4-дверный седан 1927 года
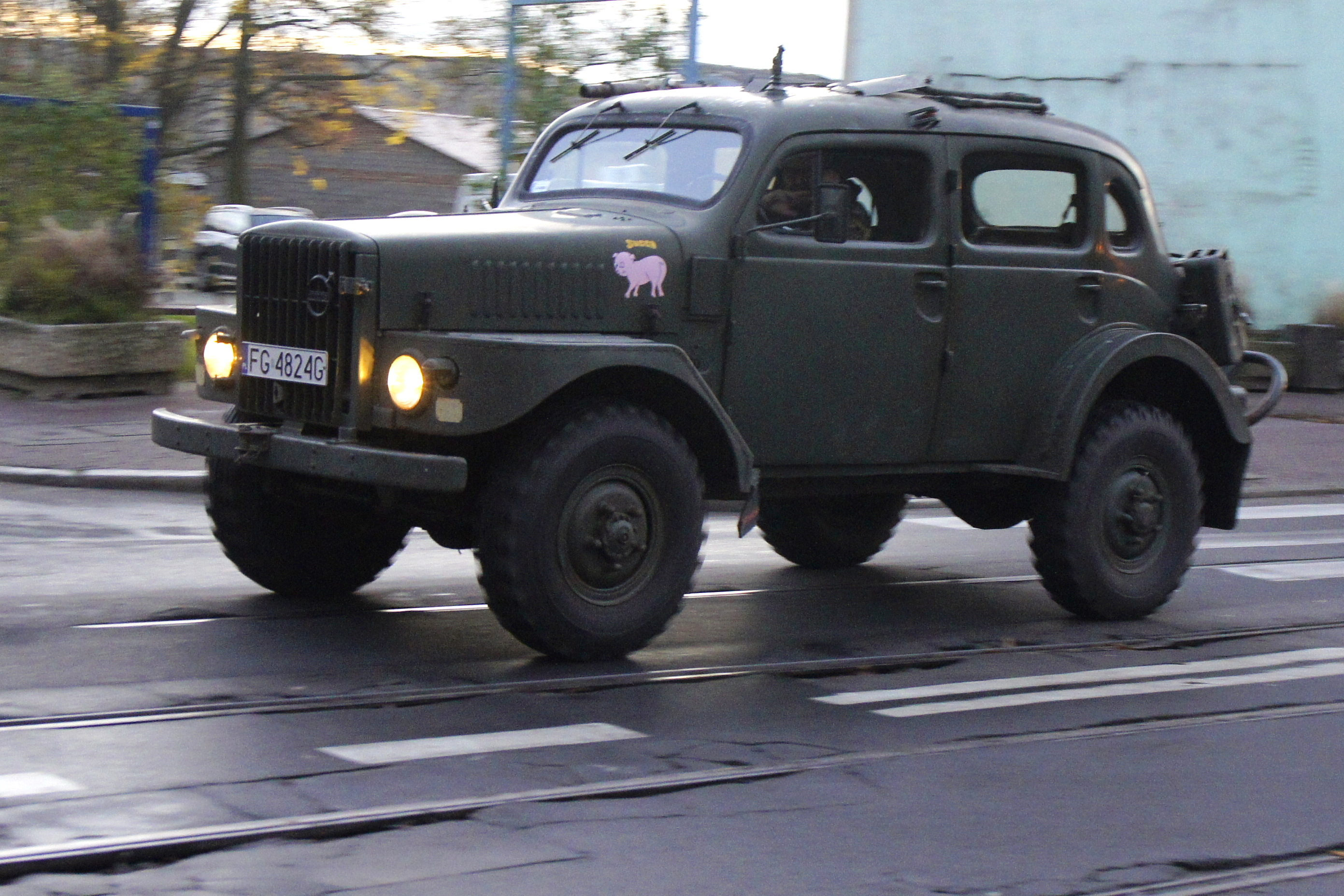
Volvo TP21 "Sugga"
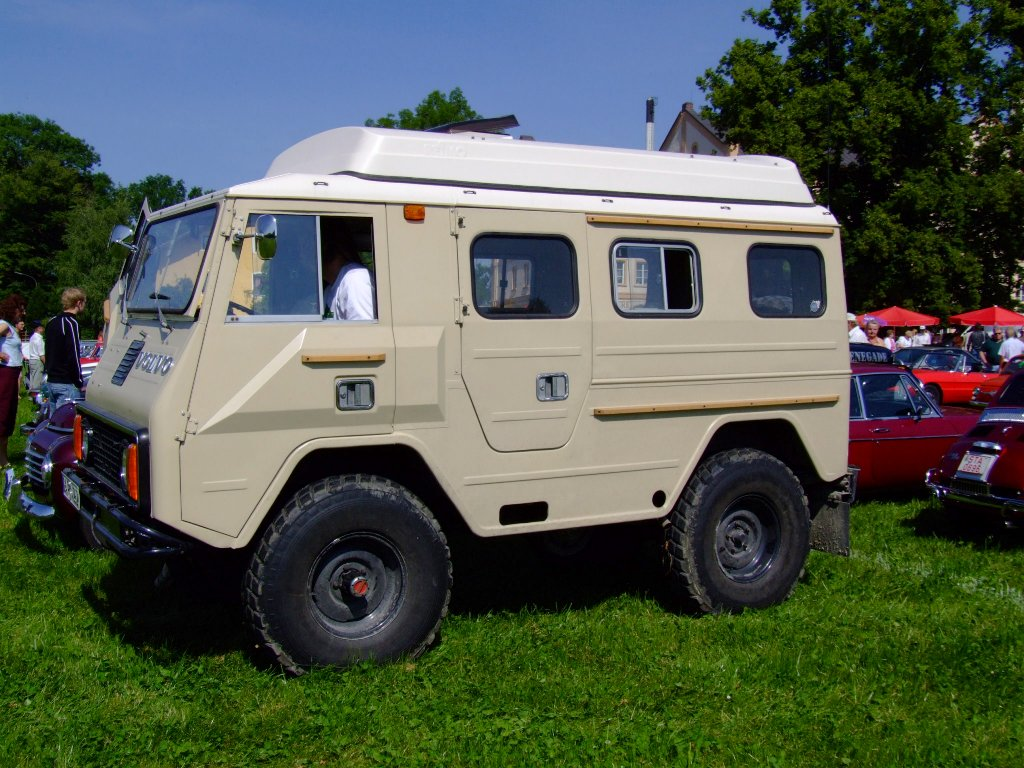
Вездеход Volvo C202
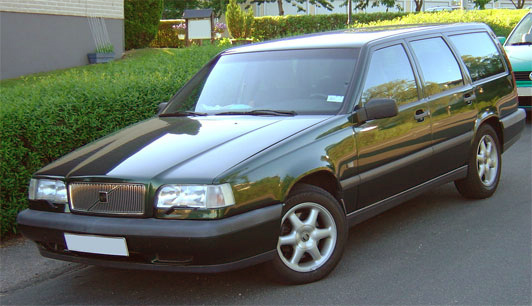
Volvo 850 estate 1994 года
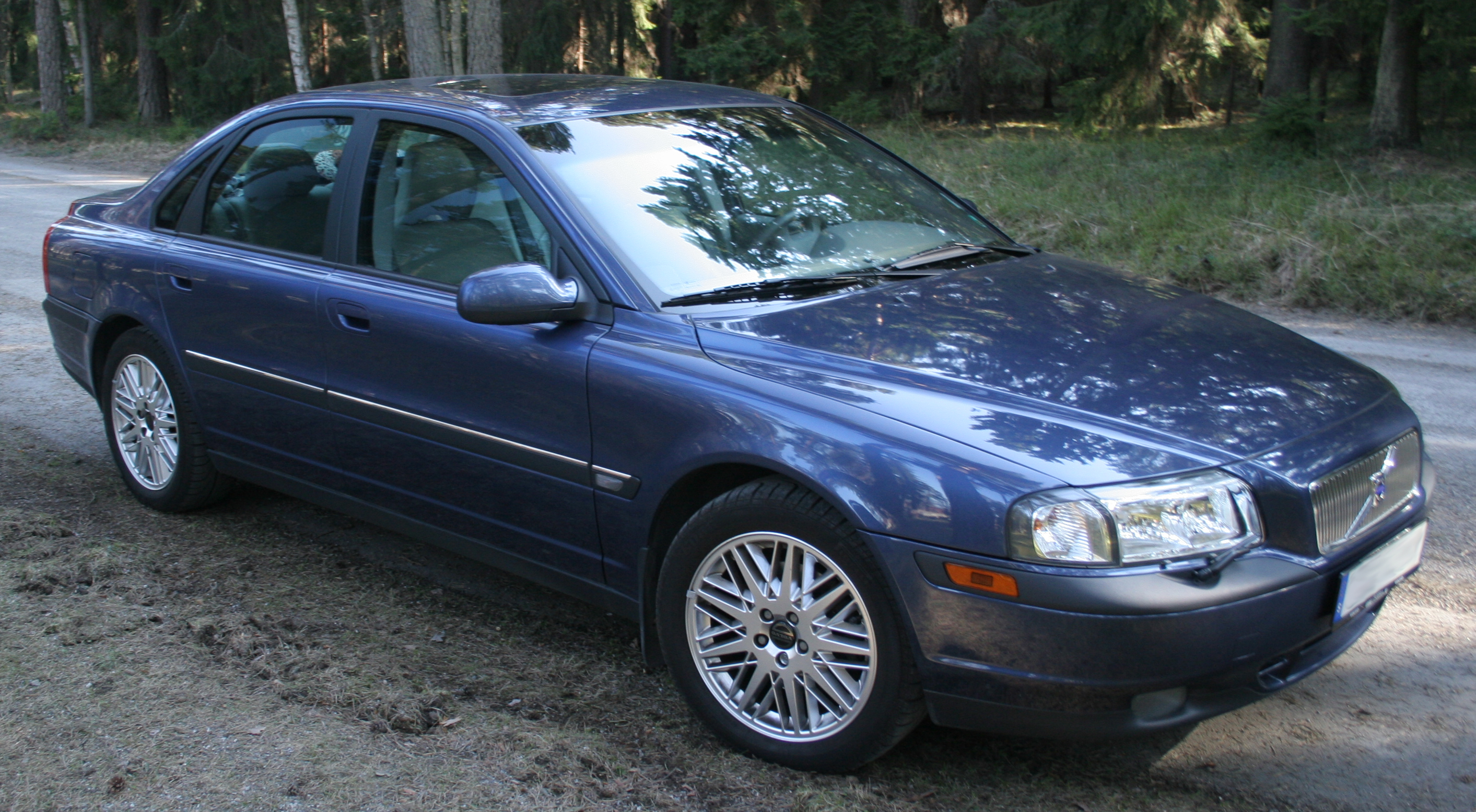
Volvo S80 2002 года
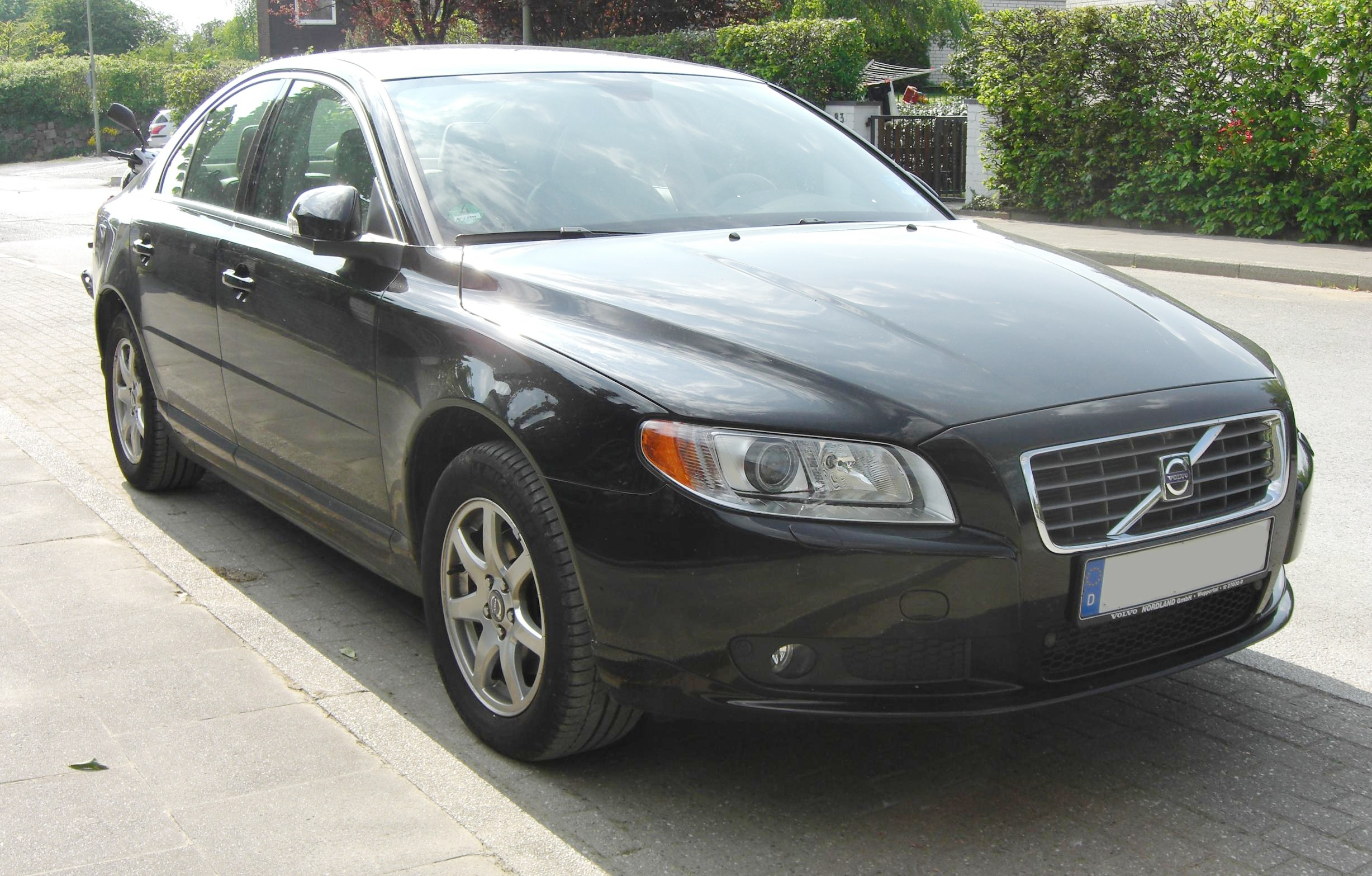
Volvo S80 2006 года